# Photélec
Photélec est une marque française disparue d'appareils photographiques et d'outils destinés à la photographie (agrandisseur, banc de reproduction et tireuses) créée en 1944 à Paris par monsieur Bernard. La distribution est assurée par les établissements Marcel Halbout à qui monsieur Bernard, monopolisé par ses autres fabrications, cède les droits sur ses appareils photographiques. Marcel Halbout assure un temps la fabrication avant de la sous-traiter à Mécaoptic-Photo.

## Histoire

### Photélec
Photélec est créée à Paris en 1944 par monsieur Bernard qui voulait produire de façon plus industrielle les agrandisseurs, bancs de reproduction, tireuses et autre qu'il fabriquait artisanalement. Il a aussi en projet un 6 x 6 pour amateur, un appareil pour la trichromie et un reflex d'atelier. Seul le 6 x 6 d'amateur aura un commencement d'existence avec la réalisation de quelques prototypes. Nommé Caméraflex c'est un reflex à deux objectifs 6 x 6 cm dont la commercialisation doit être assurée par les établissements Marcel Halbout.

### Établissement Marcel Halbout
Trop occupé par ses fabrications d'agrandisseurs monsieur Bernard cède les droits à Marcel Halbout qui rebaptise l'appareil Celtaflex et assume la fabrication. Produit juste après la fin de la guerre le premier Celtaflex subit les effets de la pénurie de matériel. Si les objectifs sont généralement des Saphir Boyer les obturateurs varient selon les disponibilités entre des Gitzo, des Atos de chez Atoms ou des FAP. Le gainage est remplacé par une peinture craquelée, les dépolis sont grossiers et les miroirs de faible qualité. Les quantités produites sont très faibles (de l'ordre de quelques dizaines d'appareils).

### Mécaoptic-Photo
Vers fin 1947 les choses s'arrangent au niveau de la disponibilité des composants et la concurrence renaissante oblige à améliorer l'appareil. Sort alors la deuxième version du Celtaflex. Plus grand, recouvert d'un gainage en cuir et globalement mieux fabriqué. Comme le Caméraflex et le premier Celtaflex et contrairement à tous les autres reflex à deux objectifs il se charge par le coté ce qui déroute vendeurs et clients et nuit aux ventes. Un prototype à chargement classique par le dos est réalisé mais il n'est pas possible financièrement à la société de relancer un nouvel appareil aussi vite et le "Delflex" restera un prototype et le Celtaflex deuxième version un appareil difficile à vendre  (ou plus exactement un appareil moins facile à vendre que les concurrents que les revendeurs préfèrent proposer car ils maîtrisent mieux les démonstrations). Les ventes globales seront inférieures à 500 appareils.
Le Celtaflex aura deux avatars destinés à des revendeurs. Le Scopaflex pour un vendeur par correspondance et le Grenaflex pour Grenier-Natkin qui ne donnera pas de suite à ce projet et qui commercialisera sous ce nom des Semflex. Les Grenaflex "Celtaflex" ne dépassent pas le stade du prototype.
Vers 1950, Mécaoptic se lance dans la construction de box basiques, vraisemblablement sans liens avec la maison Halbout. Comme la plupart des fabricants de box, Mécaoptic multiplie les versions esthétiques de ces appareils simplistes mais les productions restent très faibles
Mécaoptic-Photo construit en 1952 le Néoflex, un faux reflex 6 x 6 cm en bakélite qui est en fait un box à l'esthétique plus originale. Vendu par Central-Photo il sera accusé de contrefaire le Néox suisse et retiré de la vente,.
Bernard Vial attribue à Mécaoptic le Filius, un appareil de très mauvaise qualité faisant 8 vues sur une pellicule Bantam totalement identique à l'appareil Allemand du même nom fabriqué par Isoplast vers 1954. Le "Filius Kamera" avec un K visible sur l'Histoire des appareils français semble confirmer l'origine allemande.
Le Bergy est un 24 x 36 en bakélite utilisant un système ou le film n'est pas rembobiné après exposition mais passe d'un chargeur à un autre, comme le Karat ou le Rapid de chez Agfa. À nouveau le succès commercial n'est pas au rendez-vous et les quantités produites sont très faibles.

## Collection
Tous ces appareils soit sont restés soit au niveau des prototypes soit ont été fabriqués en très faibles quantités et constituent des raretés quasi introuvables. Il y a trois Celtaflex, une douzaine de box et une publicité du Néoflex sur collection-appareils.fr et aucun appareil ne figure sur le "McKeown's price guide to antique & classic cameras".